# Rafael Pérez de Guzmán
Pour les articles homonymes, voir Rafael Pérez.
Rafael Pérez de Guzmán,  né à  Cordoue (Espagne, province de Cordoue) le 16 novembre 1803, mort lors d'une attaque de brigands dans la plaine de la Manche le 14 avril 1838, était un matador espagnol.

## Généalogie

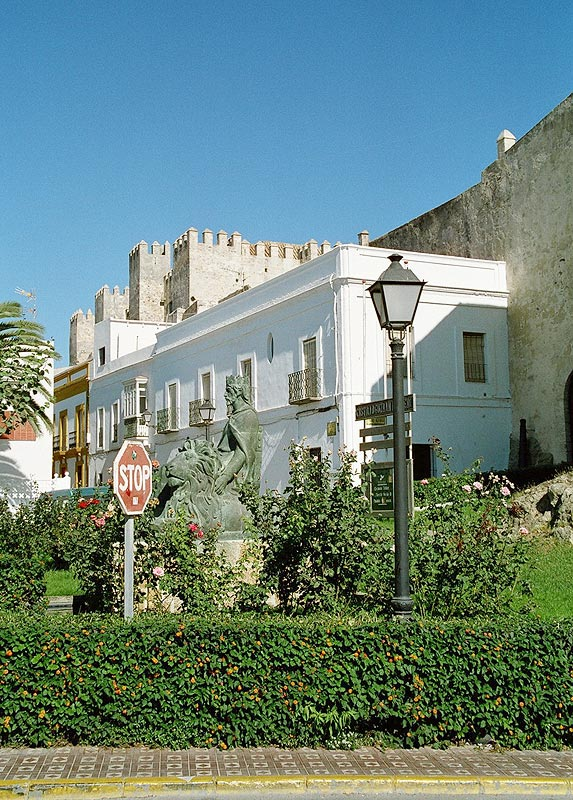
Tarifa le Castello de Guzmánes

De très ancienne noblesse, ce torero appartient autant à l'histoire de l'Espagne, à la littérature, et au romantisme qu'à la tauromachie où il n'a eu qu'une brève carrière. Peu d'historiens de la corrida mentionnent son nom. Il est cité avec Luis Mazzantini  et El Salamanquíno, comme représentant d'un tournant dans la typologie sociale des toreros à pied, comme un aristocrate rompant avec la tradition plébéienne
Rafael Pérez de Guzmán est le descendant d'un prestigieuse lignée. Un de ses ancêtres, « Guzmán el bueno », s'est illustré lors du siège de Tarifa, en 1340, pour avoir donné son propre poignard aux émissaires venus l'informer que son fils serait égorgé s'il ne se rendait pas. Il reste encore dans la ville de Tarifa une Torre de Guzmán el bueno et le castello de Guzmánes. Il compte aussi parmi ses ancêtres le duc d'Olivares  et les ducs de Medina Sidonia
L'écrivain Benito Pérez Galdós en a fait un des personnages de son roman historique Mendizábal  (1898),un des six ouvrages de la série des  Episodios Nacionales

## Présentation
Arrivé à Madrid où il devait entrer dans l'armée, Rafael  s'ennuie et il est très attiré par le bouillonnement de cette ville qui tranche avec la vie calme et opulente de son enfance. Il retrouve dans des cafés des matadors, et autres personnages du "mundillo". Il demande alors sa mutation pour Séville et de nouveau, il fréquente des gens du monde de la tauromachie. Contre l'avis de sa famille, il suit les cours de Pedro Romero et de Jerónimo José Candido à l'École taurine de Séville.

## Carrière et style
Le 29 mai 1831, il se présente à Aranjuez, et le 13 juin 1831 il reçoit l'alternative de Manuel Romero Carreto, toujours à Aranjuez semble-t-il. Les dates et les lieux diffèrent légèrement sur le site de Cordobapedia. Il semble même que José María de Cossío ne le mentionne pas
Sans jamais réellement briller, Guzmán remporte plusieurs succès dans les grandes plazas espagnoles, notamment à Madrid le 23 octobre 1837. On admire son style aristocratique et son courage qui frise la témérité.
Le 14 avril 1838, alors qu'il se rend à Madrid pour toréer en compagnie de Paquiro, la diligence qui le transporte est attaquée par des bandits. Alors qu'il sort pour répliquer aux agresseurs, il est tué par balle et son cadavre est laissé au milieu de la route.